# 山下諒
山下 諒（やました まこと、1995年6月29日 - ）は、日本の映像作家、手描きドットアニメーター。別名とむやさちえみとして活動することもある。東京造形大学造形学部アニメーション専攻領域卒業。卒業後は映像制作チーム「Spe3」に所属、その後2019年12月から独立し個人名義にてフリーランスとして活動している。代表作に、アニメ『ポプテピピック』ゲームパート、『逆に』（ブリーフ&トランクスMV）、『DOT BIT BEAT』、『まんげつ』などがある。

## 人物
東京造形大学に在学中の2018年、テレビアニメ『ポプテピピック』のゲームパート（POP TEAM 8BIT）にて地上波デビュー。なお、2019年4月1日に特別枠で放送されたテレビアニメ『ポプテピピック』にて本人がピピ美に扮して出演している。幼少期から大のゲーム好きで、とくにドット描写のあるゲームは本人の作品制作に大きな影響を与えた。大学在学中に数多くのアニメーションを手掛けており、歌手であるブリーフ&トランクスの楽曲『逆に』（9thアルバム、「手のひらを満月に」）のミュージックビデオ制作も担当した。株式会社センティアン所属時代、大学時代の友人2人と映像制作チーム「Spe3」を立ち上げている。
現在はフリーランスとして活動中。Twitterのアイコンや公式ホームページの背景には中折れ帽子と眼鏡を身に着けた人物が描かれているが、これは本人のトレードマークとなっている。公式ホームページの「お問い合わせ」にて、仕事の依頼や自身がプロデュースしているアイドルグループへの問い合わせも受け付けている模様。

## 作品

### テレビアニメ
ポプテピピック
大川ぶくぶによる日本の4コマ漫画作品、およびそれを原作としたテレビアニメ。2018年1月から3月までTOKYO MXほかにて放送された。全12話。2019年4月1日にテレビスペシャルとして第13・14話が放送された。

#### POP TEAM 8bit
原作のうちゲームに関連した内容のものを基に、レトロゲーム風のドット絵で描かれている（第5話を除く）。山下は放送当時大学4年生で、「卒業論文の代わりにいいんじゃない？」と声を掛けられて参加している。山下が当初作成した映像はクオリティが高く、そのままではパロディとして成立しないと言われ、修正を加えている。
第1話 - 第5話、第7話 - 第10話、第13話
- 制作 - 山下諒
- コーナー監督・演出・映像原案・デザイン・編集 - 山下諒
- コンテ - 青木純（1）、山下諒（2 - 5、7 - ）
- グラフィック - 池田莉央
- 監修 - 青木純
- 合成音声協力 - 株式会社アクエスト

#### Pop Team Epicrimson
エコールソフトウェアの正式な許諾を得て、セガサターン用シューティングゲーム『デスクリムゾン』のオープニングを忠実になぞったパロディ映像。第2話から第10話まで放映されたオープニング映像に使われたテレビに映しだされている。尺の都合上2つに分割されて前半・後半パートで異なる内容を放映した。前半パートはセガサターン初期ロード画面、メーカーロゴ、キャラクター紹介のパロディ。後半パートは友ヶ島での実写撮影シーンがメインとなっており、ポプ子とピピ美によるセリフも収録されている。この完全版は、DVD/BD第3巻に特典映像として収録されている。
第12話
- コーナー監督 - 山下諒
- 3DCG - 行方正太郎、鉾立楓春
- 撮影協力 - 石井剛、大竹勇人、中島健人
- 企画協力 - 株式会社エコールソフトウェア、真鍋賢行

### YouTubeアニメ
なぜ銅の剣までしか売らないんですか?
第1話の「不自由って嫌だな」から第14話の「自由っていいな。」までの14話で構成されている。

### MV
『逆に』
ブリーフ&トランクス2017年5月17日発売の9thアルバム『手のひらを満月に』に収録。
『フィガロの結婚』
『花のワルツ〜“くるみ割り人形”から』
NHKの 番組「総合名曲アルバム+」にて放映。
『ドグマクエスト』
カル×ピンの9thシングル。2018年12月15日にYouTubeにて投稿。

### その他
- 匿名ラジオ 缶バッジコレクション - ゲストイラストレーター[10]
- 草津・伊香保ミステリー案内 霹靂の群青歌留多 - OVA、監督

## 受賞歴
- 『まんげつ』
  - 吉祥寺アニメワンダーランド吉祥寺アニメーション映画祭 ギャグ部門 グランプリ[11]
- 『DOT BIT BEAT』
  - 吉祥寺アニメワンダーランド第12回吉祥寺アニメーション映画祭「STUDIO4℃賞」「スタジオディーン賞」受賞[11]
  - 第22回 学生CGコンテスト 「CAMPAS GENIUS AWARD BRONZE」受賞[11]
  - 第6回 きりゅうアワード ノミネート[11]
  - 福井映画祭11th  ノミネート[11]
  - 第15回インディーズアニメフェスタ ノミネート[11]

## 出演
- アニメ『がんばれ!よんぺーくん』（2018年） - 主演[12]
- アニメ『PUI PUI モルカー DRIVING SCHOOL』（2022年） - 出演